# 小行星6753
小行星6753（6753 Fursenko）是一颗绕太阳运转的小行星，为主小行星带小行星。该小行星于1974年9月14日发现。

## 轨道参数
小行星6753的轨道半长轴为2.2476938 UA，离心率为0.139。